# Les Baux-de-Breteuil
Les Baux-de-Breteuil è un comune francese di 671 abitanti situato nel dipartimento dell'Eure nella regione della Normandia.

## Società

### Evoluzione demografica
Abitanti censiti